# منكسفة منتشرة
منكسفة منتشرة (الاسم العلمي:Eclipta patula) هي نوع غير مؤكد من النباتات تتبع جنس المنكسفة من الفصيلة النجمية.